# Еререва къща
Ереревата къща (на гръцки: Μέγαρο Ισαάκ Ερρέρα или Μέγαρο Ισαάκ Ερρέρα & Σία) е архитектурна забележителност в град Солун, Гърция.

## Местоположение
Къщата е разположенa на улица„Катунис“ № 16 в известния солунски квартал Лададика.

## История
Сградата е построена в 1925 година върху парцел 133/3 от големия Солунски пожар. Издигната е по проект на гръцкия архитект Георгиос Манусос. Първоначлано е собственост на фирмата „Исак Ерера и Сие“, чиято дейност не е известна днес, но от където се е запазило името на постройката. Към началото на XXI век постройката принадлежи на „Банка Пиреос“, след сливането си с „Банката на Македония и Тракия“. Към 2020 година на приземния етаж се помещава кетъринг бизнес.
В 1996 година е обявена за защитен обект.

## Архитектура
Сградата се състои от три етажа. Разрешението за строеж се отнася за сграда с приземен и два етажа. От досието се вижда, че първоначално на приземния етаж са планирани четири магазина, два от които са с лице на улицата пред сградата, докато другите два са с достъп до улицата през тесния главен коридор на приземния етаж, в източния край от които трябва да е стълбището към етажите. На всеки от етажите са изградени шест офиса. Външният вид на сградата не съществува в документите освен като предварителен проект. Въпреки това, от изображението на съществуващата сграда, но и от скица на основите, приложена към измерванията на сградата, се разбира, че одобреният проект е модифициран по време на строителството. Така е изградена сграда, разделена на три равни по ширина зони, от които излиза съществуващата фасада с ар деко елементи.
Представлява красива постройка с впечатляващи релефни декоративни елементи, сред които кръгли релефи по первазите, извити корнизи на балконите, интересна форма на капандурите и други.